# Hans Matthison-Hansen
Hans Matthison-Hansen (6. februar 1807 i Flensborg-Sønderhulvej – 7. januar 1890 i Roskilde) var en dansk organist, komponist og maler.
Matthison-Hansen viste tidligt kunstneriske anlæg, ligeligt delt mellem musik og billedkunst. 16 år gammel kom han til København og blev elev på Kunstakademiet med Eckersberg som lærer. Efter et par års studier som maler vandt dog hans musikalske natur mere og mere frem, og under påvirkning af de musikalske kredse, hvor han jævnlig færdedes blandt andet som kvartetspiller, og af Kuhlau og Weyse, besluttede han sig til at koncentrere sig om en musikalsk karriere. Særlig lagde han sig efter orgelspil, og allerede 1832 skaffede Weyse ham den meget eftertragtede post som domorganist i Roskilde, en stilling han beklædte til sin død.
Han udviklede sig her til en betydelig orgelspiller, særlig i den fri fantasi og improvisation, hvor hans fantasifulde naturel uhindret kunne komme til gennembrud. Som sådan vakte han megen opmærksomhed på en række koncertrejser, han i årenes løb foretog dels til Norge og Sverige, dels til Tyskland og London. I 1857 blev han Ridder af Dannebrog og i 1869 titulær professor
Han var far til blandt andre orgelvirtuosen og komponisten Gottfred Matthison-Hansen og organisten og komponisten Waage Weyse Matthison-Hansen, der efterfulgte sin far på posten som organist i Roskilde.

## Musik (ikke komplet)
Matthison-Hansens musikalske produktion består mest af kirkelige værker, orgelmusik og korværker. Dog er nogle af orgelværkerne snarest koncertmusik (symfonierne og fantasierne)
- 6 orgelsymfonier
- 6 orgelfantasier
- 50 præludier (orgel)
- 12 postludier (orgel)
- Koncertallegro (orgel)
- Den østrigske nationalsang (introduktion tema og variationer – efter Haydn)
- God Save the Queen (introduktion tema og variationer)
- Koral af J.A.P. Schulz (introduktion tema og variationer)

- Nogle sørgemarcher

- Johannes’ Aabenbaring (oratorium for soli, kor og orkester)
- Den stille lørdag (oratorium)
- Davids 130. salme (soli, kor og orkester)
- 2 påskekantater
- Martin Luther (blandet kor)
- 2 Kyrie eleison (solo og orgel)
- Vater unser (blandet kor og orgel)
- Ved Dødens Komme (tekst: Johannes Ewald – blandet kor og orgel)
- nogle motetter (blandet kor)

- en række salmemelodier, åndelige sange og romancer
- Sonate for Klaver og Horn eller Bratsch
- 3 strygekvartetter